# Палермо, Эндрю Дроз
Э́ндрю Дроз Пале́рмо (англ. Andrew Droz Palermo;  род. Колумбия, Миссури, США) — американский кинооператор, сценарист и режиссер. Получил известность благодаря своей работе в фильме американского режиссёра Дэвида Лоури «История призрака» (2017).

## Биография
Эндрю Дроз Палермо родился в городе Колумбия, Миссури, США. В колледже в Чикаго изучал графический дизайн.

## Фильмография
Первой заметной работой Палермо был триллер Адама Вингарда «Тебе конец!». Премьера фильма прошла на кинофестивале в Торонто в 2011 году. Фильм имеет высокие оценки от кинокритиков, так, на Rotten Tomatoes рейтинг картины составляет 75% свежести.
Самой известной работой Эндрю, как оператора, стала кинолента американского режиссёра Дэвида Лоури «История призрака», премьера которой прошла в январе 2017 года на кинофестивале «Сандэнс». Картина тепло встречена критиками, отмечается и отличное владение камерой Палермо. На Rotten Tomatoes рейтинг картины составляет 92% свежести.
В качестве режиссёра Эндрю снял два полнометражных фильма — «Рич Хилл» (2014; совместно с кузиной Трэйси) и «Один и два» (2015), представленный в программе «Поколение 14+» Берлинского международного кинофестиваля.

## Награды
Рич Хилл
- Кинофестиваль в Траверсе (США): лучший фильм
- Сандэнс: Гран-при жюри за лучший документальный фильм
- Кинофестиваль в Сарасоте: специальный приз жюри за лучшую режиссуру в документальном кино
- Kansas City FilmFest: лучший документальный фильм